# Ciberes
Ciberes is een bestuurslaag in het regentschap Subang van de provincie West-Java, Indonesië. Ciberes telt 8756 inwoners (volkstelling 2010).